# Bruna Esih
Bruna Esih (Split, 20. svibnja 1975.), hrvatska je znanstvenica i političarka, djelatnica Instituta društvenih znanosti Ivo Pilar od 2001. do 2016. godine. Od 2012. do 2016. bila je predsjednica je udruge Hrvatski križni put i posebna izaslanica Predsjednice Republike Hrvatske Kolinde Grabar-Kitarović. Bila je predsjednica  stranke Bruna Esih – Zlatko Hasanbegović: Neovisni za Hrvatsku.

## Životopis

### Obiteljska pozadina i rođenje
Rođena je u Splitu 20. svibnja 1975. godine. Podrijetlom je iz Svinišća kod Omiša. Njezin djed po očevoj strani Mate Brstilo iz zaselka je Brstili, ali se oženio u zaselku Smoline. Stoga je otac Brune Esih, također Mate, rođen u Svinišću. Ime je dobila po baki Bruni, očevoj majci. Prema ženskoj, majčinoj liniji, Bruna Esih rodbinski je vrlo blisko povezana s poznatim hrvatskim pjesnikom Josipom Pupačićem. Baka Jaka Katurić je iz Slimena Pupačićeva je sestra. Njezin otac, Mate Brstilo bio je HDZ-ovac i nekadašnji ravnatelj Uprave za veterinarstvo, sudionik pregovora Hrvatske o ulasku u Europsku uniju. Njezina majka, Marija Maja (r. Katurić), u Splitu je studirala pravo, a njezina najbolja prijateljica bila je sestra Mate Brstila, studenta veterine u Zagrebu. Kako se Marija Katurić nakon studija zaposlila u Slavija Lloydu (poslije Croatia Lloyd) u Zagrebu, gdje je počela raditi kao mlada pravnica, upoznala je budućeg supruga Matu Brstila. Vjenčali su se i dobili sina Josipa. No, Mate Brstilo nakon studija morao je na odsluženje vojnog roka u JNA u Požarevac. Kako u Zagrebu tada nije imala nikoga, Matina supruga, tada trudna s Brunom, otišla je svekru i svekrvi u Omiš, u kojem su oni u to vrijeme imali stan pa je Bruna rođena u Splitu.[nedostaje izvor]

### Djetinjstvo i školovanje
Kada je imala pet godina, obitelj se preselila u tada novoizgrađeno naselje Dugave. Pohađala je OŠ Josipa Kraša (danas OŠ Dugave) i završila Osnovnu glazbenu školu „Pavao Markovac”. Nakon osnovne škole upisuje Prvu gimnaziju u Zagrebu. Nakon mature upisuje studij filozofije i kroatologije na Hrvatskim studijima. Jedna je od osnivačica zagrebačke ženske klape Cesarice, s kojom je nastupala na Omiškom festivalu i u rock-mjuziklu Kazališta Komedija Crna kraljica.[nedostaje izvor] Osim toga, pjevala je i prateće vokale rokerskim bendovima kao što su Pips, Chips & Videoclips, ali i Goranu Bari.[nedostaje izvor]

### Znanstveni rad
Esih je završila studij filozofije i kroatologije na Hrvatskim studijima Sveučilišta u Zagrebu. Diplomirala je radom Srpska propaganda i hrvatska šutnja. U suradnji s Josipom Jurčevićem i Božem Vukušićem napisala je knjigu Čuvari bleiburške uspomene.
Nakon što je Hrvatski sabor odbio pokroviteljstvo nad komemoracijom Bleiburga, 2012. godine postaje predsjednica udruge Hrvatski križni put, koja se bavi istraživanjem stradanja Hrvata tijekom Drugog svjetskog rata i poraća. Između 2002. i 2006. godine radila je na projektu Integracijski procesi između hrvatskog iseljeništva i Republike Hrvatske te kao glavna koordinatorica na Leksikonu hrvatskog iseljeništva i manjina.

## Politička djelatnost
Na hrvatskim parlamentarnim izborima 2016. godine ušla je u Sabor kao nestranačka kandidatkinja na listi HDZ-a osvojivši 10471 preferencijski glas, odnosno 17% svih glasova na listi HDZ-a u I. izbornoj jedinici.
Bila je članicom dvaju saborskih odbora: Odbora za ljudska prava i prava nacionalnih manjina i Odbora za ratne veterane.
Krajem ožujka 2017. godine obznanila je javnosti svoju kandidaturu za gradonačelnicu Grada Zagreba kao nezavisna kandidatkinja. Njezina kandidatkinja za zamjenicu bila je teatrologinja, publicistkinja i nekadašnja intendantica HNK u Zagrebu, Ana Lederer. Esih su podržali dugogodišnji suradnik i prijatelj Zlatko Hasanbegović, predsjednica udruge "U ime obitelji" Željka Markić, general Željko Glasnović, HDZ-ovac Andrija Hebrang, predsjednik Hrasta Ladislav Ilčić te članica Koordinacije udruga branitelja i stradalnika Domovinskog rata i aktivistica Zorica Gregurić. Na njezinoj listi za Gradsku skupštinu našle su se i osobe iz kulturnog života, bariton HNK-a Saša Ivaci, kontrabasist Dubravko Palanović te violončelist Jasen Chelfi.
Početkom lipnja 2017. godine sa Zlatkom Hasanbegovićem osnovala je stranku Bruna Esih – Zlatko Hasanbegović: Neovisni za Hrvatsku, čija je predsjednica a politički tajnik i glasnogovornik stranke do srpnja 2019. godine bio je Zlatko Hasanbegović.
Nakon razlaza sa Zlatkom Hasanbegovićem u srpnju 2019. godine Bruna Esih ostala je predsjednicom stranke Neovisni za Hrvatsku, a Zlatko Hasanbegović napustio je tu stranku i s jednim dijelom članova bivše stranke osnovao je stranku Blok za Hrvatsku.
U svibnju 2020. godine sklopila je koalicijski sporazum s bivšim članom HDZ–a, Tomislavom Karamarkom o zajedničkom izlasku na Parlamentarne izbore u srpnju 2020. godine.
Pristupila je HSP-u 4. veljače 2024.

## Djela
- Čuvari bleiburške uspomene, Klub hrvatskih povratnika iz iseljeništva, Zagreb, 2003., (suautori Josip Jurčević i Bože Vukušić), (2. izd., 2005.)
- Bleiburg Memento, Esih, Bruna (ur.)., Udruga Hrvatski križni put, sunakladnik Udruga Počasni bleiburški vod, Zagreb, 2005. (fotomonografija)
- Vukovar '91: međunarodni odjeci i značaj, Jurčević, Josip; Živić, Dražen; Esih, Bruna (ur.), Institut društvenih znanosti Ivo Pilar, Zagreb, 2004. (zbornik)

Pisala je za časopise Godišnjak za kulturu Matice Hrvatske i Republika Hrvatska.

## Osobni život
Nakon više od tri godine veze udala se za supruga Renata Esiha i još kao apsolventica rodila prvu kćer. Zajedno imaju troje djece. Zanimljivo je da je njezin suprug išao u osnovnu školu sa Zlatkom Hasanbegovićem, koji je će kasnije postati jedan od njezinih bliskih prijatelja i suradnika na Instititu društvenih znanosti Ivo Pilar. Renato Esih je ekonomist, a Esihi, koji su generacijama Zagrepčani, imaju daljnju rodbinu u Ptuju. Esih je sestrična Matee Brstilo-Rešetar, ravnateljice Hrvatskog povijesnog muzeja. Živi sa suprugom i djecom u Zagrebu.

## Vanjske poveznice
- Službene mrežne stranice  Arhivirana inačica izvorne stranice od 26. travnja 2017. (Wayback Machine)
- Društvene mreže: Facebook, Twitter, Instagram i YouTube